# Agnolo Firenzuola
Agnolo Firenzuola (Firenze, 1493. szeptember 28. – Prato, 1543. június 27. vagy 28.) 16. századi itáliai író, költő.

## Élete és művei
1493. október 1-jén a Michelangelo Girolamo Giovannini nevet kapta a keresztségben. A Giovannini család eredetileg egy Firenzuola nevű településről származott. Miután Agnolo dédapja, Piero di Betto 1450 körül Firenzébe költözött és a Medici-család szolgálatába lépve megkapta a firenzei polgárjogot, a családi neve mellé felvette származási helyének a nevét is: da Firenzuola. Agnolo apja, Bastiano 1492-ben feleségül vette Lucrezia Braccesit, annak az Alessandro Braccesinek a lányát, aki sokáig a Firenzei Köztársaság hivatalának titkáraként dolgozott, és akinek több latin nyelvű költeménye is fennmaradt. Humanista műveltsége és diplomáciai érzéke miatt sienai, perugiai, luccai és római nagykövet.
Agnolo Firenzuola születésének és megkeresztelésének pontos dátumát nagyapjának, Carlo Firenzuolának a naplójából ismerjük. A humanista alapokat valószínűleg a nagyapja felügyelete mellett sajátította el, aki 1503-ban halt meg. 1509-től Sienában megkezdte jogi tanulmányait, amit Perugiában fejezett be 1518-ban. Perugiai éveiben (1516–1518) kötött barátságot Pietro Aretino költővel.
1518-tól a vallombrosai rend jogi megbízottjaként Rómában kezdett el működni. Gyakori vendég a nemesek és prelátusok előkelő palotáiban, a pápai udvarban és az Academia Romana, vagy más néven Academia Pomponiana tudós köreiben. Barátai és ismerősei közt Aretinón kívül megtalálhatjuk Francesco Bernit, Francesco Maria Molzát, Annibale Carót, Paolo Gioviót és Giovanni Della Casát is.
Első műve, amely rövid irodalmi és társadalmi megbecsülést hozott számára, az 1524-ben megírt A haszontalanul bevezetett új betűk kiűzetése a toszkán nyelvből (Discacciamento de le nuove lettere inutilmente aggiunte ne la lingua toscan) című értekezés. Ebben Gian Giorgio Trissinónak azon a művén gúnyolódik (Epistola de le lettere nuovamente aggiunte alla lingua italiana), amely amellett érvel, hogy némely fonéma jelölésére az olasz ábécébe egy-két görög betűt is be kéne vezetni. Aretino e tréfás nyelvészeti munka révén mutatja be barátját VII. Kelemen pápának és Pietro Bembónak.
Római tartózkodása alatt még két könyvbe fogott bele. Mindkettőt szerelmének, egy titokzatos és ismeretlen hölgynek ajánlotta, akit Costanza Amarettának hívott, és aki 1525-ben meghalt. Az egyik a Beszélgetések (I ragionamenti). Ez egy boccacciói elbeszéléssorozat, amelynek 1523-ban, vagy 1524-ben állt neki. A hat szereplő, hat nap alatt egy-egy szerelmes történetet mesélne el minden nap. A harminchat történetből csak nyolc készült el.
A másik az 1525 körülre datálható Aranyszamár. Ez a könyve Apuleius művének szabad fordítása, amely a cselekményt a 16. századi Itáliába helyezi át.
Az első, 1548-as Firenzuola-kiadás óta minden prózai munkáját egybefoglaló kötetben szerepel egy levél, amelyet a női nem védelmében Claudio Tolomeinek – egy nőgyűlölő kirohanása miatt – írt válaszként. (Tolomeit egyébként még sienai diákéveiből ismerte.) Ez a levél 1525. február 7-ei keltezésű. A Firenzuola-kiadásokban A nők dicsérete. Levél Claudio Tolomeihez (In lode delle donne. Epistola a Claudio Tolomei) címen szerepel.
1526-ban elkapta a szifiliszt. Az év májusában felmentést kapott szerzetesi fogadalma alól, és teljesen visszavonult a közélettől. Innentől kezdve 1538-ig szinte semmi adatunk sincs az életéről. Valószínűleg a betegségét próbálta kúrálni. 1530-ban felbukkant Firenzében, de a szakirodalom azt is lehetségesnek tartja, hogy patrónusának, VII. Kelemen pápának 1534-ben bekövetkezett haláláig Rómában maradt, és csak azután költözött Firenzébe. Így tehát 1534-től 1538-ig talán ott élt. 1538-ban meghalt az apja, Bastiano. Ebben az évben már biztos, hogy Pratóban volt és újra a vallombrosai rend szerzetese. Kinevezték a Pratóhoz közeli Vaiano San Salvatore kolostorának az apátjává. Prato kulturális és irodalmi életének központi figurájává vált. A város legelőkelőbb családjainak – főleg a Bounamici és Rochi családnak – a barátságát és támogatását élvezte.
Újra elkezdett írni. Az 1541-ben befejezett Az állatok beszélgetéseinek első változata (La prima veste de’ discorsi degli animali) talán a legnépszerűbb könyve a másik, szintén Pratóban írt könyve, a Női szépség (Dialogo delle bellezze delle donne) mellett.
Valószínűleg valamelyik pratói nemesi házban megrendezett ünnepség alkalmából írta meg két komédiáját is: La Trinuzia és I lucidi. (Ez utóbbi az Ikrek című Plautus vígjáték átdolgozása.) Ezeken kívül a női szépségről írott művének a bevezetőjében megemlíti Horatius Ars poeticájának a fordítását is, amelyet 1541 nyarán kívánt „a világ színe elé bocsátani”. Ezt vagy meg sem írta, vagy pedig elveszett. Lírai és prózai munkái csak halála után jelentek meg.
Az Accademia dell’Addiaccio alapító tagja, amely nemcsak Prato első akadémiája volt, hanem előfutára minden olyan 17. században alakult akadémiának is, amelyek az idilli pásztorélet szépségeit akarták megénekelni.
Élete végére már súlyos anyagi gondokkal küzdött, és mindenkivel összeveszett Pratóban is. Miközben apai öröksége miatt a húgával pereskedett, még a San Salvatore-kolostor egyházi javadalmát is megvonják tőle. Legutolsó életjele az 1543-ban írt A szomjúság dicsérete (In lode della sete) című költemény, amelyet Benedetto Varchinak ajánlott. Nem sokkal később, 1543. június 27-én vagy 28-án teljes magányban és kiközösítve halt meg.
Ahhoz képest, hogy életében egyetlen könyve jelent meg, feltűnő sikert hoztak számára a halála után rögtön, sorban megjelenő művei. Prózai munkáit (az Apuleius-fordítás nélkül) 1548-ban adták ki először, 1549-ben külön kötetekben kiadták komédiáit és verseit, végül 1550-ben Apuleius Aranyszamarának fordítását is. A 16. században – a számtalan olasz nyelvű kiadáson kívül – elkészül három francia nyelvű fordítása (az egyik A női szépségről, és két külön fordítás Az állatok beszélgetéseiről). A firenzei Accademia della Crusca először 1612-ben kiadott szótárában több helyen is idézik.

## Művei és kiadásai
- 1524: Discacciamento de le nuove lettere inutilmente aggiunte ne la lingua toscan (A haszontalanul bevezetett új betűk kiűzetése a toszkán nyelvből) – Editio princeps: Lodovico Vicentino e Laudisio Perugino, Róma, 1524
- 1525: I ragionamenti (Beszélgetések) [befejezetlen] – Editio princeps: in. Prose di M. Agnolo Firenzuola Fiorentin; Bernardo di Giunta, Firenze, 1548
- 1525: L'asino d'oro (Aranyszamár) – Editio princeps: Apulejo, dell’Asino d’Oro, tradotto per M. A. F. Fiorentino; Gabriel Giolito, Velence, 1550
- 1541: La prima veste de’ discorsi degli animali (Az állatok beszélgetéseinek első változata) – Editio princeps: in. Prose di M. Agnolo Firenzuola Fiorentin; Bernardo di Giunta, Firenze, 1548
- 1541: Dialogo delle bellezze delle donne (Dialógus a női szépségről) – Editio princeps: in. Prose di M. Agnolo Firenzuola Fiorentin; Bernardo di Giunta, Firenze, 1548
- 1541: La Trinuzia és I lucidi – Editio princeps: Bernardo di Giunta, Firenze, 1549
- ?-1543 : Rime (Versek) – Editio princeps: Rime di M. A. F. Fiorentino, Bernardo di Giunta, Firenze, 1549

## Magyarul
- Szerelmi széphistóriák; ford. Honti Rezső; Amicus, Budapest, 1922 (Régiségek-ritkaságok)
- A női szépségről; ford., jegyz., utószó Molnár Dávid; Attraktor, Máriabesnyő-Gödöllő, 2010